# Crytea leucotrochus
Crytea leucotrochus là một loài tò vò trong họ Ichneumonidae.